# Union Internationale des Vélodromes
Die Union Internationale des Vélodromes (UIV) war ein internationaler Verband, in dem sich die Betreiber von Radrennbahnen sowie die Organisatoren von kommerziellen Bahnradsportveranstaltungen organisiert hatten.
Der Verband wurde 1956 gegründet und nannte sich bis 1976 Union Européenne des Vélodromes d'hiver (UEVH). Zwecke des Verbandes waren die Abstimmung eines Rennkalenders für Bahnradsportveranstaltungen, in der Regel Sechstagerennen, sowie die Interessenvertretung der Sechstageveranstalter gegenüber dem Weltradsportverband Union Cycliste Internationale (UCI). Von 1991 bis 2015 war der Däne Henrik Elmgreen Präsident der UIV, bis er von dem damaligen Chef der Bremer Peter Rengel, Chef der ÖVB-Arena und Organisator der Bremer Sechstagerennens, in dieser Funktion abgelöst wurde.
Zudem gab der Verband jährlich eine Statistik über die Erfolge und Platzierungen von Fahrern bei Sechstagerennen heraus, die 2011 zum 19. Mal erschien.
Ab 2003 organisierte die UIV den UIV-Cup, einen Nachwuchswettbewerb für Sechstagefahrer, der im Rahmen von Sechstagerennen ausgefahren wurde.

## Gewinner des UIV-Cups
| - 2015/2016 Manuel Porzner/Arne Egner - 2014/2015 Simon Bigum/Elias Helleskov Busk - 2013/2014 Melvin van Zijl/Didier Caspers - 2012/2013 Melvin van Zijl/Didier Caspers - 2011/2012 Dominik Stucki/Lionel Wüst - 2010/2011 Alex Carver/Jackson Law | - 2009/2010 Tino Thömel/Bastian Faltin - 2008/2009 Arno van der Zwet/Patrick Kos - 2007/2008 Geert-Jan Jonkman/Roy Pieters - 2006/2007 Ingmar De Poortere/Tim Mertens - 2005/2006 Erik Mohs/Roger Kluge - 2004/2005 Kenny De Ketele/Steve Schets - 2003/2004 Dimitri De Fauw/Iljo Keisse |

## UIV-Veranstalter (Saison 2014/15)
- 6-Giorni delle rose, Fiorenzuola d’Arda (Italien)
- Sechstagerennen von Gent – VZW Zesdaagse, Sercu Global Consulting n.v. (Belgien)
- Sechstagerennen Zürich – Sixdays GmbH (Schweiz)
- Sechstagerennen Rotterdam – Zesdaagse BV Rotterdam (Niederlande)
- Berliner Sechstagerennen GmbH (Deutschland)
- Bremer Sechstagerennen – Wirtschaftsförderung Bremen GmbH (Deutschland)
- Sechstagerennen Kopenhagen – HE Cycling ApS (Dänemark)

## UIV-Veranstalter 2008
- Sportpaleis Alkmaar (Niederlande)
- Sechstagerennen Amsterdam (Niederlande)
- Omnisport Apeldoorn (Niederlande)
- Berliner Sechstagerennen GmbH (Deutschland)
- Bremer Sechstagerennen – Wirtschaftsförderung Bremen GmbH (Deutschland)
- Sechstagerennen Kopenhagen – HE Cycling ApS (Dänemark)
- 6-Giorni delle rose, Fiorenzuola d’Arda (Italien)
- Sechstagerennen von Gent – VZW Zesdaagse, Sercu Global Consulting n.v. (Belgien)
- Sechstagerennen Hannover (GER) – Sixdays Management Germany GmbH (Deutschland)
- Sechstagerennen Mailand – Sport Management Organization ASD (Italien)
- Sechstagerennen Rotterdam – Zesdaagse BV Rotterdam (Niederlande)
- Sechstagerennen Zürich – Sixdays GmbH (Schweiz)

## Assoziierte Mitglieder
- VeloCity6 – London (Vereinigtes Königreich)

## Passive Mitglieder
- Stichting Amsterdam Teleport Sport (Niederlande) – Harry Mater
- Ralph Schürmann (Deutschland)
- Renate Franz (Deutschland) (bis 2010)

## Präsidenten
- 1956–1958 Emil Keller (Schweiz)
- 1958–1962 Ernst Nielsen (Dänemark)
- 1962–1980 Heiri Hächler (Schweiz)[2]
- 1980–1991 André d’Hont (Belgien)
- 1991–2015 Henrik Elmgreen (Dänemark)
- 2015–2018 Peter Rengel (Deutschland)